# جوردن يانسن
جوردن يانسن (بالإنجليزية: Jordan Jansen)‏ هو مغني وعازف بيانو أسترالي، ولد في 12 مارس 1998 في Palm Beach, Queensland ‏ في أستراليا.

## وصلات خارجية
- الموقع الرسمي
- جوردن يانسن على موقع ميوزك برينز (الإنجليزية)
- جوردن يانسن على موقع أول ميوزيك (الإنجليزية)